# Naleraq
Naleraq ( tdl. ‘Punto de orientación’), previamente conocido como Partii Naleraq,es un partido político centrista, populista e independentista de Groenlandia. Defiende un proceso acelerado hacia la independencia y promueve el fortalecimiento de las relaciones comerciales con los Estados Unidos, al tiempo que rechaza cualquier posibilidad de anexión a dicho país.

## Historia
En enero de 2014, Hans Enoksen anunció que estaba formando un nuevo partido político después de abandonar Siumut. En las elecciones generales de 2014, el partido obtuvo tres escaños, ocupados por Enoksen, Per Rosing-Petersen (otro exmiembro de Siumut) y Anthon Frederiksen (exmiembro de la Asociación de Candidatos).
En las elecciones generales de 2018, el partido aumentó su porcentaje de votos y ganó cuatro escaños en el parlamento. En mayo de 2018, el diputado Henrik Fleischer abandonó el partido y se cambió a Siumut. 
El 15 de febrero de 2021, el partido cambió su nombre y logotipo. En junio de 2022, Hans Enoksen renunció como presidente del partido  y fue reemplazado por Pele Broberg. El partido está representado en el Folketing desde febrero de 2025, después de que Aki-Matilda Høegh-Dam optara por cambiar de partido, pasando de Siumut a Naleraq.

## Resultados electorales

### Inatsisartut
| Elección | Votos | Votos     | Escaños | Escaños     |
| Elección | N°    | %         | N°      | +/-         |
| -------- | ----- | --------- | ------- | ----------- |
| 2014     | 3.423 | 11,6 (#4) | 3/31    | Nuevo       |
| 2018     | 3.931 | 13,4 (#4) | 4/31    | 1           |
| 2021     | 3.252 | 12,3 (#3) | 4/31    | Sin cambios |

### Folketing
| Elección | Votos | Votos     | Escaños | Escaños          | Escaños     |
| Elección | N°    | %         | N°      | N° (Groenlandia) | +/-         |
| -------- | ----- | --------- | ------- | ---------------- | ----------- |
| 2015     | 962   | 4.7 (#5)  | 0/179   | 0/2              | Nuevo       |
| 2019     | 1,565 | 7.6 (#5)  | 0/179   | 0/2              | Sin cambios |
| 2022     | 2,416 | 12.6 (#4) | 0/179   | 0/2              | Sin cambios |